# Gymnoamblyopus novaeguineae
Gymnoamblyopus novaeguineae és una espècie de peix de la família dels gòbids i de l'ordre dels perciformes.

## Morfologia
- Les femelles poden assolir 9,9 cm de longitud total.
- Nombre de vèrtebres: 26.[1]

## Hàbitat
És un peix d'aigua dolça i de clima tropical.

## Distribució geogràfica
Es troba a Papua Nova Guinea.

## Observacions
És inofensiu per als humans.